# ビッグ・ママ・ソーントン
ウィリー・メイ・"ビッグ・ママ"・ソーントン（Willie Mae "Big Mama" Thornton（1926年12月11日 - 1984年7月25日）は、アメリカ合衆国のリズム・アンド・ブルース歌手、ソングライター。彼女は、ジェリー・リーバーとマイク・ストーラーが書いた「ハウンド・ドッグ」の最初の録音を1952年に行い、この曲は1953年に『ビルボード』誌のR&Bチャートの首位に7週間留まり、彼女にとって最大のヒット曲となって、およそ200万枚を売り上げたとされる。しかし、その3年後にエルヴィス・プレスリーが、さらに大きなヒットとなった同じ「ハウンド・ドッグ」を吹き込んだことで、彼女の成功は影が薄くなった。同様に、ソーントンが書いて歌った「ボール・アンド・チェイン」（1961年に書かれたが、発表されたのは1968年）は、ジャニス・ジョプリンが1960年代末に演奏し、録音を残したことで、より大きな衝撃を与えた。

## スタイル
ソーントンの演奏は、彼女の深みのある、力強い歌声と強烈な自意識によって特徴付けられている。彼女は、解放された黒人フェミニストとしての人格を作り出し、それを通して音楽や歌詞や黒人女性の身体性への数多くの予断から彼女自身を解放していった。彼女には「ビッグ・ママ (Big Mama)」というニックネームが、ハーレムのアポロ・シアターの支配人だったフランク・シフマン (Frank Schiffman) によって付けられたが、これは、彼女の強い声、大柄なサイズ、パーソナリティに由来するものであった。ソーントンは、自分の声の可能性を存分に活用しており、あるときには、どんなマイクロホンよりも大きな声が出せると述べ、また、自分の声より大きな音が出せるマイクロホンを使おうとしなかった。ジョプリンの伝記を書いたアリス・エコールズによると、ソーントンは「かわいい声 (pretty voice)」でも歌えたが、そうしたがらなかったという。「私の歌声は、私の経験から来るものなの。... 私自身の経験。私は誰からも、何も教えてもらった事はないわ。音楽であれなんであれ、学校に行った事はないの。歌う事、ハーモニカを吹く事から、ドラムを叩く事まで、ほかの誰かがやってる様子をよく見て、自分で自分に教えたのよ! 楽譜は読めないけど、自分が何を歌ってるかちゃんと分かってる! 私は別の誰かのように歌ったりしないわ、自分らしく歌うのよ。」とソーントンは述べている。ソーントンは、歌とともに、ドラムやハーモニカの演奏もし、他のミュージシャンたちを見ながらこうした楽器の演奏を自力で習得したのである 。
彼女のジャンルはブルースと説明されることもあるが、彼女のスタイルは、ゴスペル音楽から深く影響を受けており、これは説教師の家で日常的にそれを聴いて育ったからである。1980年の『ニューヨーク・タイムズ』の記事で、ソーントンは、「私が幼かった頃は、ベッシー・スミスだとか、心から、魂から歌って、自分たちを表現してた人たちをいろいろ聴いてたわ。だから自分でジミー・リードなんかを歌うようになった時、私自身の歌い方で歌うようになったのよ。だって、私はジミー・リードになりたいわけじゃないのよ、自分になりたいのよ。私は何であれ自分がやってる事に自分自身が入り込んで、感じ取りたいのよ、それを」と述べている。
ソーントンは、その越境的なジェンダーの表現でも、よく知られていた。しばしば男装で演奏し、作業着やスラックスを着用していた。ソーントンは、他人の評判は気にもかけず、「公然と同性愛者として振る舞い、きわどい歌を堂々と歌った」。即興性も、彼女の演奏で特筆すべき部分だった。彼女はしばしば、バンドとの間でコール・アンド・レスポンスを展開し、そこに自信満々に破壊的な言葉を盛り込んだ。彼女がジェンダーやセクシュアリティをもてあそんだことは、その後のロックンロールのアーティストたちがセクシュアリティをもてあそぶ舞台を用意する行為であった。
モーリン・マホン (Maureen Mahon) をはじめ、フェミニストの研究者たちは、ソーントンが、伝統的なアフリカ系アメリカ人女性像の破壊者として役割を果たしたことを賞賛してきた。ソーントンは、白人男性が支配していた領域に女性の声を加えたのであり、彼女の強烈なパーソナリティは、アフリカ系アメリカ人女性はそのような存在であるはずだとする家父長的で白人至上主義的なステレオタイプに反するものであった。この違反行為は、彼女の演奏とステージ上の人格の、核心的な部分を占めるものであった。エルヴィス・プレスリーも、ジャニス・ジョプリンも、彼女のユニークな歌唱スタイルに憧れ、その要素を自らの作品に取り込んでいる。彼女の歌声の響きや、歌い回しのスタイルは、プレスリーやジョプリンの作品においても感じ取ることができるほど、彼女のレパートリーの重要な鍵となる部分である。

## 伝記

### 生い立ち
ソーントンの出生証明書にはアラバマ州アリトン生まれと記載されており、その一方で本人は、クリス・ストラックウィッツによるインタビューに応える形で、アラバマ州モンゴメリー生まれだと語っているが、これはおそらく、アリトンよりモンゴメリーの方がよく知られているのでそのように答えているのであろう。彼女が音楽に出会ったのは、父が牧師を務め、母が歌い手となっていたバプテスト教会であった。彼女は6人のきょうだいたちとともに、幼いころから歌い始めた。彼女の母は、若くして死去し、ウィリー・メイは学校をやめて地元の酒場で唾壺を洗ってきれいにする仕事に就いた。1940年、彼女は家を出で、ダイアモンド・ティース・メアリの助けを得て、サミー・グリーンズ・ホット・ハーレム・レビュー (Sammy Greens Hot Harlem Revue) の一座に加わり、程なくして「新たなベッシー・スミス (the "New Bessie Smith")」と宣伝されるようになった。彼女の音楽教育は、教会に始まったが、ベッシー・スミスやメンフィス・ミニーのような、彼女が深く憧れたリズム・アンド・ブルース歌手たちを観察することによって継続されたのである。

### 初期の経歴
1940年代後期に、リズム・アンド・ブルースが変化を遂げつつある中で、1948年にヒューストンへ拠点を移したことによって、ソーントンのキャリアは開け始めた。「新たなポピュラー・ブルースが、テキサスやロサンゼルスのクラブから登場し、そこには、たくさんの金管楽器、ジャンプするようなリズム、気の利いた歌詞が盛り込まれていた。」
1951年、彼女はピーコック・レコードと契約し、1952年にはアポロ・シアターに出演した。1952年にはまた、ピーコックに所属していたジョニー・オーティスと協力して「ハウンド・ドッグ」を吹き込んだ。この曲を書いたジェリー・リーバーとマイク・ストーラーも、吹き込みに立ち会い、リーバーが、彼らの意図したボーカルのスタイルをデモンストレーションしてみせた。このレコードは、リーバーとストーラーがプロデュースしたが、これは当初用意していたドラマーが、ちゃんと演奏できないことが判明して、オーティスが代わりにドラムを演奏する側に回ったためであった。リーバーとストーラーが録音をプロデュースするのは初めてのことだったが、この曲はR&Bチャートの首位に立った。このレコードで、ソーントンはスターになったが、彼女は金銭的利益をほとんど手にしなかった。1954年のクリスマスの日、テキサス州ヒューストンのある劇場において、ソーントンは、共演者で、デューク・レコードやピーコック・レコードと契約していたジョニー・エースが、ロシアンルーレットの事故で自分を撃ち殺してしまうところを目撃した。ソーントンは、その後も1957年まで、ピーコックで吹き込みを続け、ジュニア・パーカーやエスター・フィリップスと組んで、R&Bのツアーを続けた。1960年代はじめ、ソーントンは自作曲「ボール・アンド・チェイン」をベイ＝トーン・レコード (Bay-Tone Records) で吹き込んだが、「レーベルはこの曲をリリースしないと決めたが、著作権は保有したので、後にジャニス・ジョプリンがこの曲を録音したとき生じた著作権使用料は、ソーントンには支払われなかった。」

### 成功
1950年代末から1960年代初めにかけて、ソーントンの名声には陰りが見えてきており、彼女はヒューストンを離れて、サンフランシスコ・ベイエリアに移り、「サンフランシスコやロサンゼルスのクラブに出演しながら、一連の様々なレーベルで吹き込みを行った」が、特に、バークレーを拠点としたアーフーリー・レコードが重要であった。1965年に、彼女はアメリカン・フォーク・ブルース・フェスティバルのツアーの一員としてヨーロッパを巡業し、特に好評を得たが「当時、大西洋の両岸で成功を収めた女性のブルース歌手はほとんどいなかったからであった」という。同年、イングランド滞在中に、彼女は最初のアルバム『Big Mama Thornton – In Europe』を、アーフーリーのために吹き込んだ。このアルバムでは、バディ・ガイ（ギター）、フレッド・ビロウ（ドラムス）、エディ・ボイド（キーボード）、ジミー・リー・ロビンソン (Jimmy Lee Robinson)（ベース）、ウォルター・"シェイキー"・ホートン（ハーモニカ）といったベテランのブルースマンたちがバックを固めているが、その例外となる3曲では、フレッド・マクダウェルが、アコースティック・スライド・ギターを演奏した。
1966年、ソーントンは2枚目のアルバム『Big Mama Thornton with the Muddy Waters Blues Band – 1966』をアーフーリーのために吹き込み、マディ・ウォーターズ（ギター）、サミー・ローホーン（ギター）、ジェイムズ・コットン（ハーモニカ）、オーティス・スパン（ピアノ）、ルーサー・ジョンソン（ベース）、フランシス・クレイ（ドラムス）が参加した。ソーントンは、1966年と1968年のモントレー・ジャズ・フェスティバルに出演した。アーフーリーからの最後のアルバム『Ball n' Chain』は、1968年にリリースされた。その内容は、それまでの2枚のアルバムから選ばれた曲に、「ボール・アンド・チェイン」と、スタンダード曲である「無情の河 (Wade in the Water)」を加えたものである。この2曲を演奏するスモール・コンボは、彼女との共演が多かったギタリストであるエディ・"ビー"・ヒューストン (Edward "Bee" Houston) が参加している。ジャニス・ジョプリンとビッグ・ブラザー・アンド・ザ・ホールディング・カンパニーが、1967年のモントレー・ポップ・フェスティバルで「ボール・アンド・チェイン」を演奏し、チャート首位になった彼らのアルバム『チープ・スリル (Cheap Thrills)』に収録したことを契機に、ソーントンのキャリアにも新たな関心が寄せられるようになった。
1969年、ソーントンはマーキュリー・レコードと契約した。マーキュリーは、彼女にとって最も成功したアルバムであり、『ビルボード』誌のアルバム・チャートである「Billboard 200」の198位に入った『Stronger Than Dirt』をリリースした。さらにソーントンは、ペンタグラム・レコード (Pentagram Records) と契約し、遂に彼女の最も大きな夢を実現させることになった。女性ブルース歌手であり、牧師の娘であったソーントンは、ブルースを愛し、また、彼女が言う「良い歌声 (good singing)」をもったゴスペルのアーティストたちであるデキシー・ハミングバーズやマヘリア・ジャクソンを愛していた。ソーントンは、前々からゴスペルのレコードを出したいと願っていたが、アルバム『Saved』(PE 10005) によって長年の目標を達成したのである。ソーントンはこのLPに、ゴスペルのクラシックである「オー・ハッピー・デイ」、「ダウン・バイ・ザ・リバーサイド (Down By The Riverside)」、「グローリー・グローリー (Glory, Glory Hallelujah)」、「もの皆は主のみ手に (He's Got the Whole World in His Hands)」、「Lord Save Me」、「しずかに揺れよ、懐かしのチャリオット (Swing Low, Sweet Chariot)」、「One More River」、「行け、モーセ (Go Down Moses)」を吹き込んだ。
この時点までに、アメリカ合衆国におけるブルースのリバイバルは既に終わっていた。ビッグ・ママ・ソーントンのようなオリジナルのブルースの演者たちは、ほとんどの場合、小規模な場所で演奏していたが、若い世代は彼らの世代のブルースを、巨大な場所で、大金のために演奏していた。ブルースが、他の様々な音楽ジャンルに浸透してきた結果、今やブルース・ミュージシャンは貧困に甘んじる必要も、また、地域的に局限される必要もなく、スタイルを確立していれば十分であった。本国では、仕事の機会は減りつつあり、事態は1972年を境として永久に変わっていた。7年前（1965年）と同じように、その理由はヨーロッパからの招きであった。ソーントンは、再びアメリカン・フォーク・ブルース・フェスティバルのツアーに加わるよう要請され、合衆国での仕事がないこともあって、ヨーロッパは自分にとってよい場所だと考えて、喜んでこの求めに応じた。こうして、3月2日に始まったこのツアーで、ビッグ・ママ・ソーントンは、ドイツ、フランス、スイス、オーストリア、イタリア、オランダ、デンマーク、ノルウェー、フィンランドを回り、3月27日にストックホルムで終了した。一緒に出演したのは、エディ・ボイド、ビッグ・ジョー・ウィリアムズ、ロバート・ピート・ウィリアムズ、T-ボーン・ウォーカー、ポール・レナート (Paul Lenart)、ハートレー・セヴァーンス (Hartley Severns)、エディ・テイラー、ヴィントン・ジョンソン (Vinton Johnson) であった。1965年のときと同じように、彼らに会いたいと思った他ジャンルの偉大なミュージシャンたちの認知と尊敬を集めた。

### 後年の経歴と死
1970年代になると、長年の深酒がソーントンの健康を害し始めた。彼女は自動車事故で重傷を負ったが、後には回復して1973年のニューポート・ジャズ・フェスティバルにマディ・ウォーターズ、B.B.キング、エディ・"クリーンヘッド"・ヴィンソンとともに出演し、その録音は、『The Blues—A Real Summit Meeting』と題されて、ブッダ・レコードからリリースされた。ソーントンの晩年のアルバム『Jail』と『Sassy Mama』は、1975年にヴァンガード・レコードからリリースされた。録音セッションで残されたその他の曲は、2000年に『Big Mama Swings』というアルバム名でリリースされた。このうち、『Jail』には、1970年代半ばにアメリカ合衆国北西部の2カ所の刑務所で行われたコンサートにおける演奏を記録したものである。彼女のバックは、ジョージ・ハーモニカ・スミスの引き延ばされたハーモニカの音に、ダグ・マクラウド、ビー・ヒューストン (Bee Houston)、スティーヴ・ワクスマン (Steve Wachsman) といったギタリストたちと、ドラマーのトッド・ネルソン (Todd Nelson)、サクソフォーン奏者のビル・ポッター (Bill Potter)、ベーシストのブルース・シーヴァーソン (Bruce Sieverson)、ピアニストのJ・D・ニコルソン (J. D. Nicholson) が務めた。ソーントンは、合衆国とカナダを集中して回り、ヒューストンのジューンティース・ブルース・フェスト (the Juneteenth Blues Fest) にも出演して、ジョン・リー・フッカーと共演した。1979年、彼女はサンフランシスコ・ブルース・フェスティバルに出演し、1980年にはニューポート・ジャズ・フェスティバルに出演した。1970年代初め、ソーントンの性的指向が、ブルース・ファンたちの間で話題となった。ソーントンは、このころ「ブルース・イズ・ア・ウーマン (Blues Is A Woman)」と題されたコンサートにも出演したが、伝説的なブルースの女性シンガーソングライターだったシッピー・ウォーレスと共演したソーントンは、男性のスリーピース・スーツをまとい、麦わら帽子に金時計といういでたちであった。彼女はステージの中央に座り、プログラムになかった、彼女が演奏したかった曲を演奏した。ビッグ・ママ・ソーントンは、このほかにもモントレー・カウンティ・フェアグラウンドで開催されたトライバル・ストンプ (the Tribal Stomp at Monterey Fairgrounds)、第3回サクラメント・ブルース・フェスティバル (Third Annual Sacramento Blues Festival)、ロサンゼルス・バイセンテニアル・ブルース (the Los Angeles Bicentennial Blues) に出演して、B.B.キングやマディ・ウォーターズと共演し、俳優のハル・ホルブルックとアレサ・フランクリンが進行役となったABCテレビの特別番組にゲストとして出演し、さらに各地のクラブを回った。また、いろいろな賞を受けた公共放送サービス (PBS) の特別番組『Three Generations』のブルースの特集にも、シッピー・ウォーレスやジーニー・チータム (Jeannie Cheatham) とともに出演した。1984年7月25日、57歳だったソーントンは、ロサンゼルスの寄宿先で、医療スタッフによって既に死亡しているところを発見され、死因は長年のアルコールの過剰摂取による心臓と肝臓の合併症とされた。この死に至った危険な状況の中で、もともと350 to 395ポンド (159–179 kg)ほどあった彼女の体重は、短期間に急減し、255ポンド (116 kg)ほども減っていたという。

## 顕彰
ソーントンはそのキャリアを通して、ブルース音楽賞に6回ノミネートされた。1984年、彼女はブルースの殿堂入りを果たした。「ボール・アンド・チェイン」や「They Call Me Big Mama」のほかにも、ソーントンは20曲ほどのブルースを書いた。彼女の作品である「ボール・アンド・チェイン」は、ロックの殿堂が選定した「ロックを形作った500曲の楽曲 (500 Songs That Shaped Rock and Roll)」のひとつに選ばれた。
この曲が大ヒットになったのは、ジャニス・ジョプリンがカバーしてからのことだった。ソーントンは、この曲の著作権使用料は受け取れなかったが、ジョプリンはソーントンのことを広く知らせ、彼女にふさわしい評価の機会を作った。ジョプリンは自身の歌声を、ソーントンを通して見出したのであり、ソーントンも「ボール・アンド・チェイン」のジョプリンのバージョンについて、「あの娘は私が感じるみたいに感じてる (That girl feels like I do.)」と言って賞賛した。
今ではソーントンのポピュラーな楽曲に対する評価は、かつてより大きいが、それでもまだ、ブルースやソウルミュージックに対して彼女が与えた影響は過小評価されている。ソーントンの音楽は、アメリカのポピュラー音楽を形作る上でも影響力をもっていた。彼女の作品である「ハウンド・ドッグ」や「ボール・アンド・チェイン」が人気のあるヒット曲となったにもかかわらず、彼女がそれにふさわしい評価を受けていないということは、彼女のキャリア全体が十分に認知されていないことを表している。
多くの音楽評論家たちが、音楽産業においてソーントンの認知が欠けていることについて、当時が物理的にも、音楽産業においても、アメリカ合衆国における人種隔離の時代であったことが反映されていると論じている。研究者たちは、ソーントンが、白人であれ黒人であれ、より幅広い聴衆にまでアクセスできなかったのは、彼女が歌手として、あるいは書き手として商業的に成功する障害になったと論じている。
ソーントンを取り上げた、十分な量の最初の伝記は、2014年に出版されたミヒャエル・シュペルケによる『Big Mama Thornton: The Life and Music』である。
2004年、ソーントンにちなんで名付けられた非営利団体ウィリー・メイ・ロック・キャンプ・フォー・ガールズ (Willie Mae Rock Camp for Girls) が創設され、8歳から18歳までの女の子に音楽教育を提供している。

## ディスコグラフィ

### スタジオ・アルバム、ライブ・アルバム
| 年   | タイトル                                          | レーベル                          |
| ---- | ------------------------------------------------- | --------------------------------- |
| 1965 | Big Mama Thornton – In Europe                     | アーフーリー・レコード            |
| 1966 | Big Mama Thornton with the Muddy Water Blues Band | アーフーリー・レコード            |
| 1969 | Stronger Than Dirt                                | マーキュリー・レコード            |
| 1970 | The Way It Is                                     | マーキュリー・レコード            |
| 1970 | Maybe                                             | ルーレット・レコード              |
| 1970 | She's Back                                        | バックビート・レコード (Backbeat) |
| 1973 | Saved                                             | バックビート・レコード            |
| 1975 | Jail (Live)                                       | ヴァンガード・レコード            |
| 1975 | Sassy Mama! (Live)                                | ヴァンガード・レコード            |
| 1978 | Mama's Pride                                      | ヴァンガード・レコード            |

### コンピレーション
| 年   | タイトル                                                      | レーベル               |
| ---- | ------------------------------------------------------------- | ---------------------- |
| 1968 | Ball and Chain（ボール・アンド・チェイン (1968年のアルバム)） | アーフーリー・レコード |
| 1989 | Ball N' Chain（ボール・アンド・チェイン (1989年のアルバム)）  | アーフーリー・レコード |